# Вајландвил (Пенсилванија)
Вајландвил (енгл. Wylandville) насељено је место без административног статуса у америчкој савезној држави Пенсилванија.

## Демографија
По попису из 2010. године број становника је 391.
| Група             | 2000.    | 2010.       |
| Белци             | 0 (0,0%) | 368 (94,1%) |
| Афроамериканци    | 0 (0,0%) | 14 (3,6%)   |
| Азијати           | 0 (0,0%) | 0 (0,0%)    |
| Хиспаноамериканци | 0 (0,0%) | 4 (1,0%)    |
| Укупно            | 0        | 391         |